# نظر مالينوفسكي
نظر مالينوفسكي (بالأوكرانية: Малиновський Назар В'ячеславович)‏ هو لاعب كرة قدم أوكراني في مركز الدفاع، ولد في 18 أبريل 1998 في Pervomaisk, Mykolaiv Oblast ‏ في أوكرانيا. لعب مع FC Zirka Kropyvnytskyi ‏.

## وصلات خارجية
- نظر مالينوفسكي على موقع اتحاد أوكرانيا (الإنجليزية)
- نظر مالينوفسكي على موقع قاعدة بيانات كرة القدم.إي يو (الإنجليزية)
- نظر مالينوفسكي على موقع Soccerway.com (الإنجليزية)